# Зеленко, Александр Устинович
Александр Устинович Зеленко (29 сентября [11 октября] 1871, Москва — 21 июля 1953, Москва) — русский и советский инженер-архитектор.
Строил здания в стиле северного модерна в Самаре и Москве. Сотрудничал со Станиславом Шацким в организации подростковых клубов. После 1917 года — организатор музеев, просветитель, педагог, автор книги очерков о культуре афроамериканцев в США.

## Биография
Родился 29 сентября (11 октября) 1871 года в семье профессора Военно-медицинской академии.
Окончил Второй Санкт-Петербургский кадетский корпус, затем поступил в Институт гражданских инженеров, выпустился в 1894 году. Незадолго до окончания института, в 1893 году, в течение года был слушателем Высшей технической школы в Вене. Там увлёкся стилем модерн, стал сторонником югендстиля, венский вариант которого называют также венским сецессионом. Работал на Мальцевских стекольных заводах в Орловской губернии, но не нашёл там возможности полностью реализовать свой творческий потенциал.
В 1897—1900 годах — городской архитектор Самары. Строил в русском стиле (Губернская земская управа) и в стиле раннего модерна (дом Курлиной).
Самарская карьера Зеленко сложилась удачно, но в 1900 году он переехал в Москву, где работал помощником Фёдора Шехтеля на строительстве павильонов Международной выставки в Глазго, вместе со своим сверстником Иваном Фоминым организовал Женские архитектурные курсы.
В 1902—1903 годах совместно с архитектором Александром Мейснером построил «сказочный» доходный дом на Тверском бульваре (дом утратил первоначальный декор). Участвовал в проектировании неоклассического здания Коммерческого института.

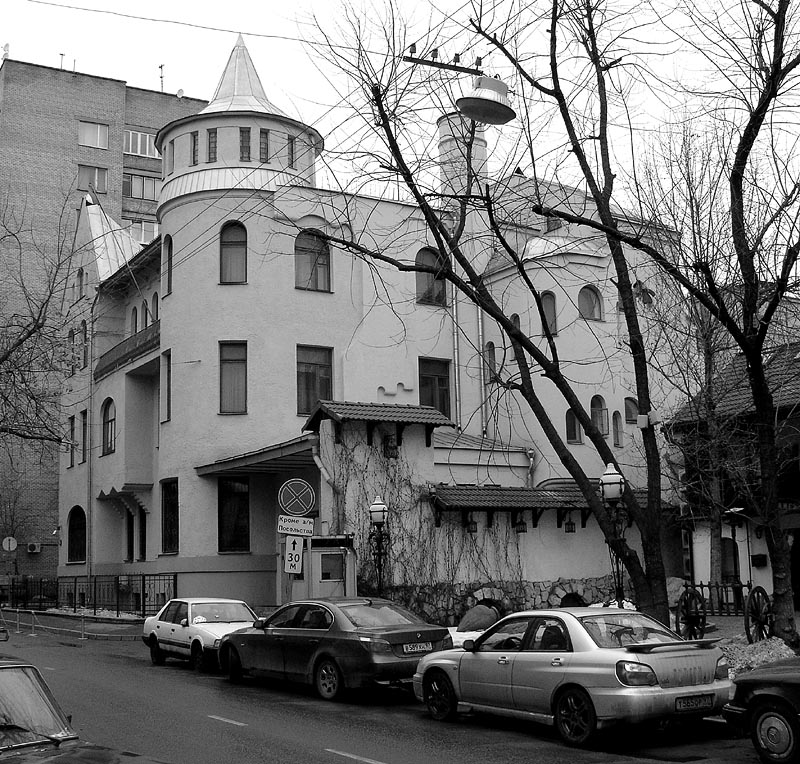
Дом Лоськова (Посольство Сирии), 1906, отделка стен утрачена
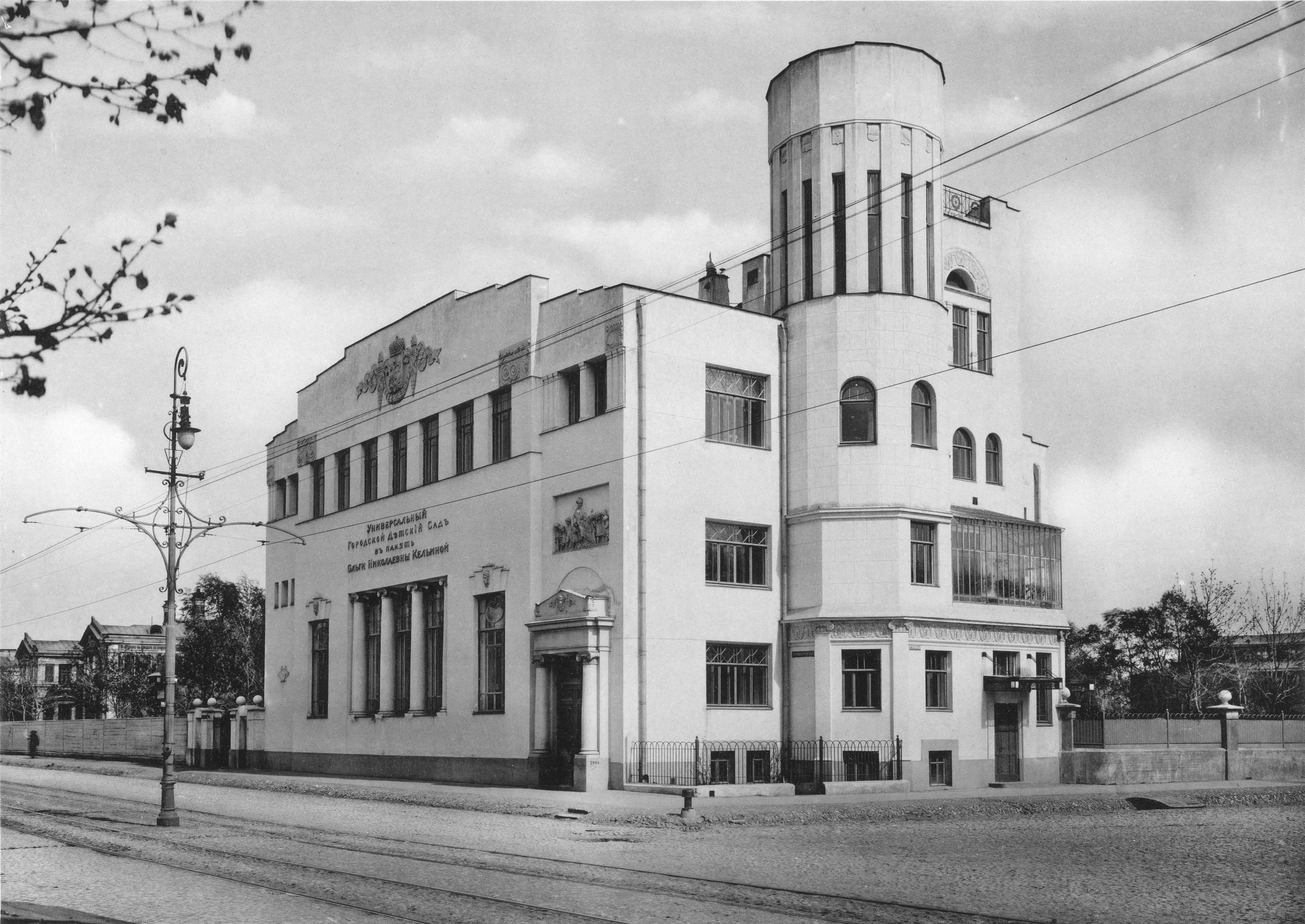
Детский сад на Большой Пироговской, 1910—1912, перестроен
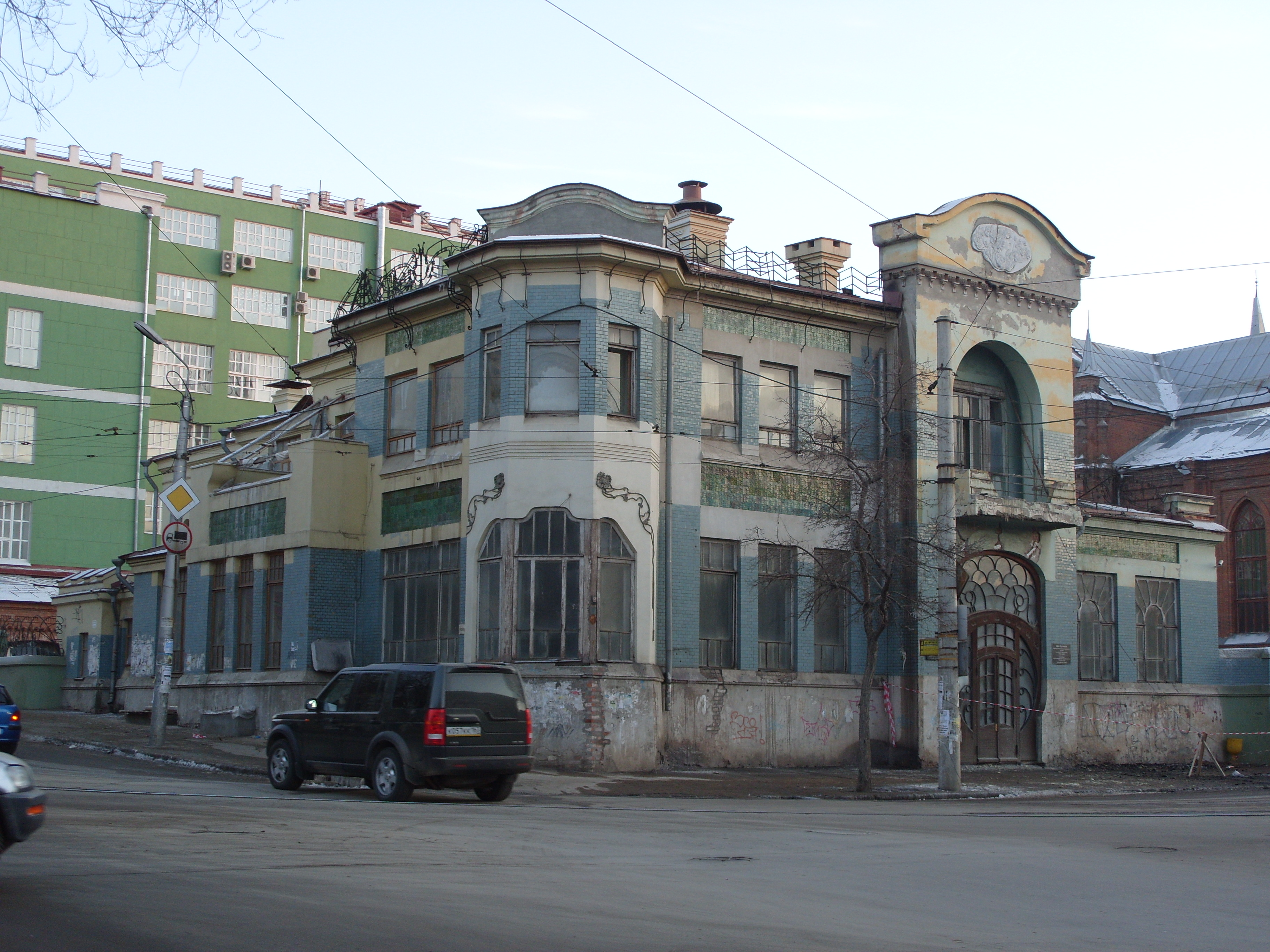
Особняк Курлиной в Самаре, построенный в 1903 году

### Детский клуб общества «Сетлемент»

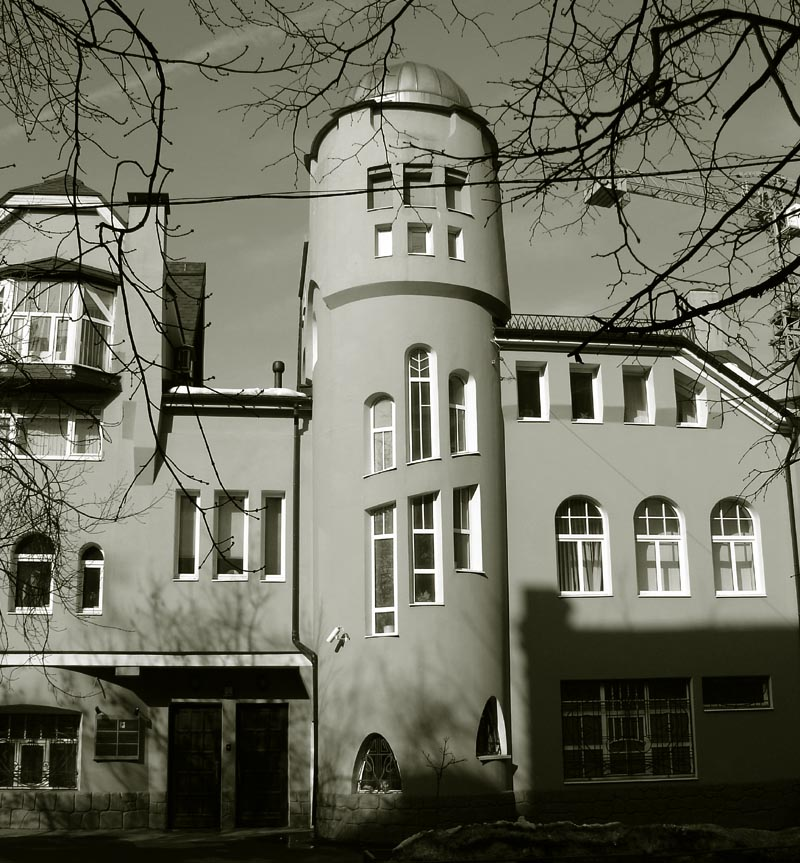
Детский клуб общества «Сетлемент», 1907—1910 (фото 2007 года)

В 1903—1904 годах совершил кругосветное путешествие — побывал в Великобритании, Индии, Австралии и США. В США в его мировоззрении произошёл перелом — Зеленко принял решение посвятить жизнь просвещению. Вернувшись в Россию, он сблизился с кружком педагогов Станислава Шацкого, участвовал в первом летнем лагере-коммуне для детей рабочих в Щёлкове (1905). В 1906—1907 годах построил в Вадковском переулке Детский клуб общества «Сетлемент» — редкий для Москвы памятник северного модерна. Здание клуба, построенное как «обитаемая скульптура», лишённая внешних украшений, сравнивается критиками с работами Гауди и Хундертвассера. Она сохранилось, однако внешние кованые светильники утрачены, первоначальную отделку «под шубу» сменила гладкая штукатурка, также были утрачены оригинальные столярные оконные заполнения.
Тогдашний Вадковский переулок, сегодня входящий в Центральный административный округ, был далёкой рабочей окраиной к северо-западу от складывавшегося культурного центра Миусской площади. Сетлемент совмещал функции детского сада для детей рабочих, начальной школы и ремесленного училища. Лицензия на образовательную деятельность была оформлена лично на «А. У. Зеленко, архитектора». Ученики Сетлемент были организованы в группы по 12 человек (мальчики и девочки раздельно); каждая группа самостоятельно планировала учебную программу и вырабатывала собственные правила поведения, а всего в здании обучалось до двухсот детей.
Зеленко и Шацкий воздерживались от политической деятельности, однако 1 мая 1908 Сетлемент был разгромлен полицией в связи с использованием детского соуправления, в чём усмотрели «пропаганду социалистических идей».

### Сакраменто
Отсидев два месяца ареста, Зеленко опять бежал в США, где выстроил экспрессионистскую виллу в Сакраменто.

### Вновь в Москве
Вернувшись в Москву, в 1910—1913 годах Зеленко выстроил в Сокольниках дачу Пфеффер (не сохранилась) и детский сад на Большой Пироговской улице (совместно с И. И. Кондаковым, перестроен). Проектировал типовые народные дома, доходные дома и дачи. В 1900-х годах преподавал на Строительных курсах. В 1913—1915 годах служил преподавателем в Народном университете имени А. Л. Шанявского. Послереволюционная работа Зеленко в архитектуре — Дом сотрудников ВЦИК на Спиридоновке, 26.

### После революции
После революции 1917 года до самой смерти работал в системе Наркомпроса. Заслуга Зеленко — в формулировании необходимых и достаточных строительных стандартов для школ и детских садов, проработка требований к вентиляции, инсоляции, пришкольным участкам и т. п. В 1919—1931 годах — сотрудник музейной комиссии Наркомпроса. В 1920-е годы — сотрудник Наркомата здравоохранения. В 1933—1934 годах проектировал и строил посёлки в Грузии. Разрабатывал обучающие выставки для детей в рамках т. н. «Музейной педагогики» Альфреда Лихтварка. Сотрудничал с Николаем Ладовским в разработке концепции «линейного города».
Умер 21 июля 1953 года. Похоронен на Донском кладбище.

## Проекты и постройки

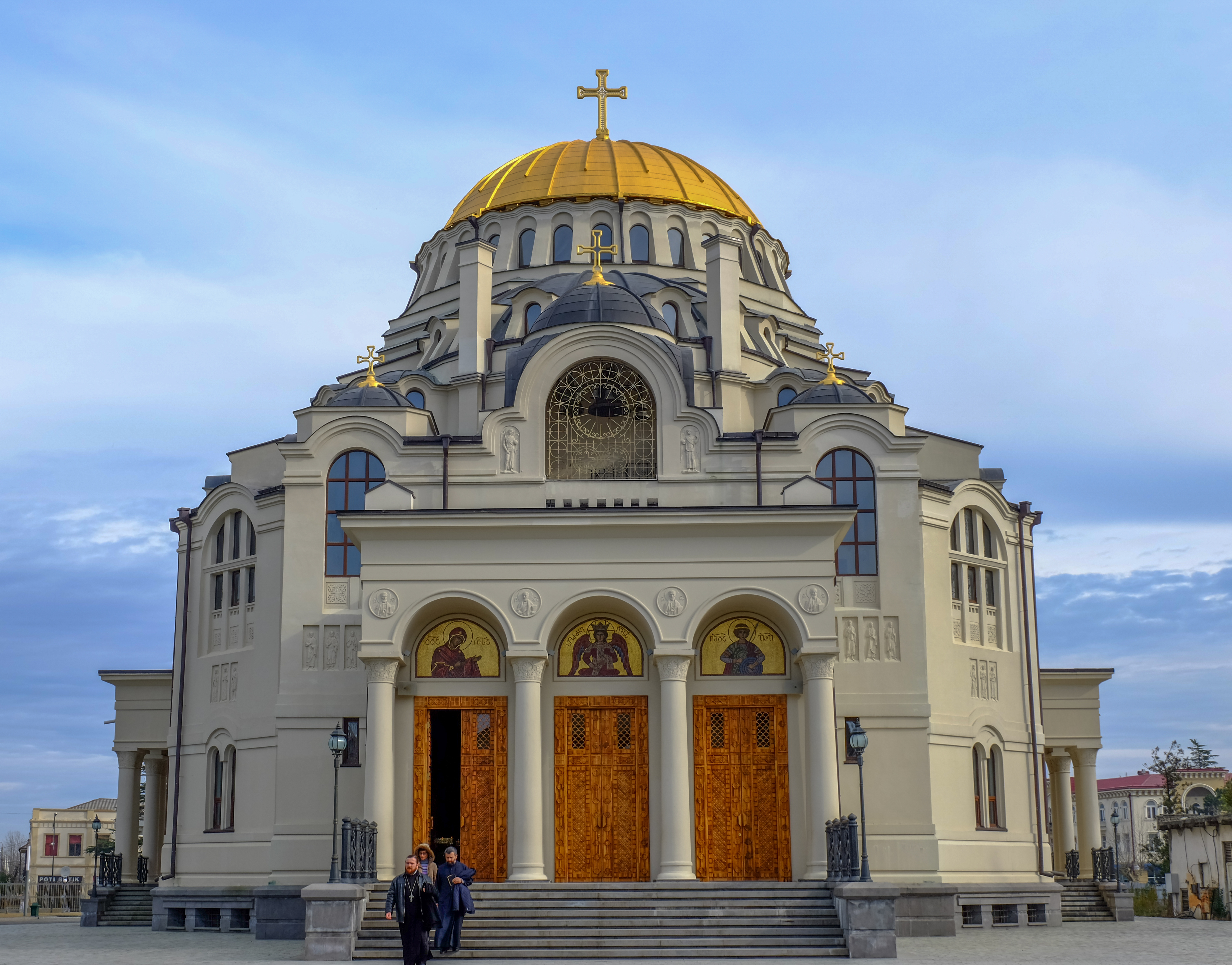
Собор Андрея Первозванного в Поти

- Торговый дом Пермякова (1897—1900, Самара)[сн 1];
- Особняк Курлиной (1897—1903, Самара, улица Фрунзе, 159);
- Собственный дом (1897—1900, Самара, ул. Самарская, 179, ныне Дом журналистов);
- Здание Губернской земской управы (1898—1899, Самара);
- Здание Русского торгово-промышленного банка (Самара) (1899—1900);
- Коммерческое училище им. цесаревича Алексея Московского общества распространения коммерческого образования (1901—1902, Москва, Стремянный переулок 28, строение 1), объект культурного наследия регионального значения[9];
- Доходный дом Коробковой, совместно с А. Ф. Мейснером (?) (1902, Москва, Тверской бульвар, 6);
- Собор Андрея Первозванного в Поти, совместно с Р. Р. Марфельдом (1904—1905);
- Корпус подготовительных классов при Женском коммерческом училище Комитета московского общества распространения коммерческого образования с церковью в честь иконы Богоматери Взыскания погибших (1910—1911, Москва, Улица Зацепа, 41), объект культурного наследия регионального значения (входит в комплекс зданий)[9];
- Доходный дом П. В. Лоськова (1906, Москва, Мансуровский переулок, 4), объект культурного наследия регионального значения[9];
- Бетонный переход между корпусами (1906, Москва, Большой Черкасский переулок, 6);
- Детский сад для бедных детей Общества «Сетлемент» («Детский труд и отдых», клуб детей С. Т. Щацкого) (1907—1910, Москва, Вадковский переулок, 5, строение 1), объект культурного наследия федерального значения[9];
- Ледник и сарай во дворе дома Товарищества И. Д. Сытина (1907, Москва, Тверская улица, 18);
- Вилла (1908, Сакраменто);
- Городской универсальный детский сад им. О. Н. Кельиной, совместно с архитектором И. И. Кондаковым (1910—1911, Москва, Большая Пироговская улица, 15), полностью перестроен;
- Дача Пфеффер (1910—1913 (?), Москва, Сокольники), не сохранилась;
- Проект дома во владении французского правительства, совместно с И. И. Кондаковым (1913, Москва, Милютинский переулок), не осуществлён;
- Дача Кудрявцевой (1913, Москва, Олений Вал), не сохранилась;
- Проект торгового дома А. В. Михайлкова, совместно с И. И. Кондаковым (1913—1914, Москва, Петровка, 5/5), не осуществлён;
- Образцовые проекты Народных домов для разных регионов России, совместно с И. И. Кондаковым (1910-е);
- Дом сотрудников ВЦИК (1926, Москва, Спиридоновка, 26);
- Небольшие перестройки в доме В. Е. фон Менгден (1926—1927, Москва, Тихвинский переулок, 11, во дворе).

## Сочинения А. У. Зеленко
- Зеленко А. У. Американцы в своих клубах и общественных центрах. — М: Работник просвещения, 1927—238 с., ил.
- Зеленко А. У. Школьный музей. — Москва: Работник просвещения, 1927
- Зеленко А. У. Детские парки / А. У. Зеленко; Всесоюзный научно-исследовательский институт коммунальной санитарии и гигиены. — М.; Л.: Госстройиздат, 1938. — 92 с.

### Сноски
1. ↑  Информация о проектах и постройках приведена по: Нащокина М. В. Архитекторы московского модерна. Творческие портреты. — 3-е изд. — М.: Жираф, 2005. — С. 208—210. — 2500 экз. — ISBN 5-89832-043-1.